# Os bru
L'os bru (Ursus arctos), onso o ossa (al Pallars) és una espècie de mamífer carnívor de la família dels ossos (Ursidae) originari d'Euràsia i Nord-amèrica. Tot i que hi ha una gran variabilitat entre les diferents subespècies, els ossos bruns eurasiàtics solen tenir una llargada d'entre 120 i 210 cm i pesar entre 135 i 250 kg, mentre que els nord-americans generalment tenen una llargada d'aproximadament 250 cm i pesen uns 410 kg. L'os de Kodiak, una subespècie del sud d'Alaska, és el carnívor terrestre vivent més gros del món, amb una llargada de més de 300 cm i un pes de 780 kg. Els ossos bruns i els ossos polars tenen una similitud genètica suficient per reproduir-se i tenir híbrids fèrtils. Malgrat el que el seu nom pot suggerir, el seu pelatge gairebé mai no és exclusivament bru. No hi ha consens sobre el nombre de subespècies: a principis del segle xx se'n reconeixien fins a 90 a Nord-amèrica i 271 a Euràsia, la gran majoria de les quals ja no es consideren vàlides.

## Descripció

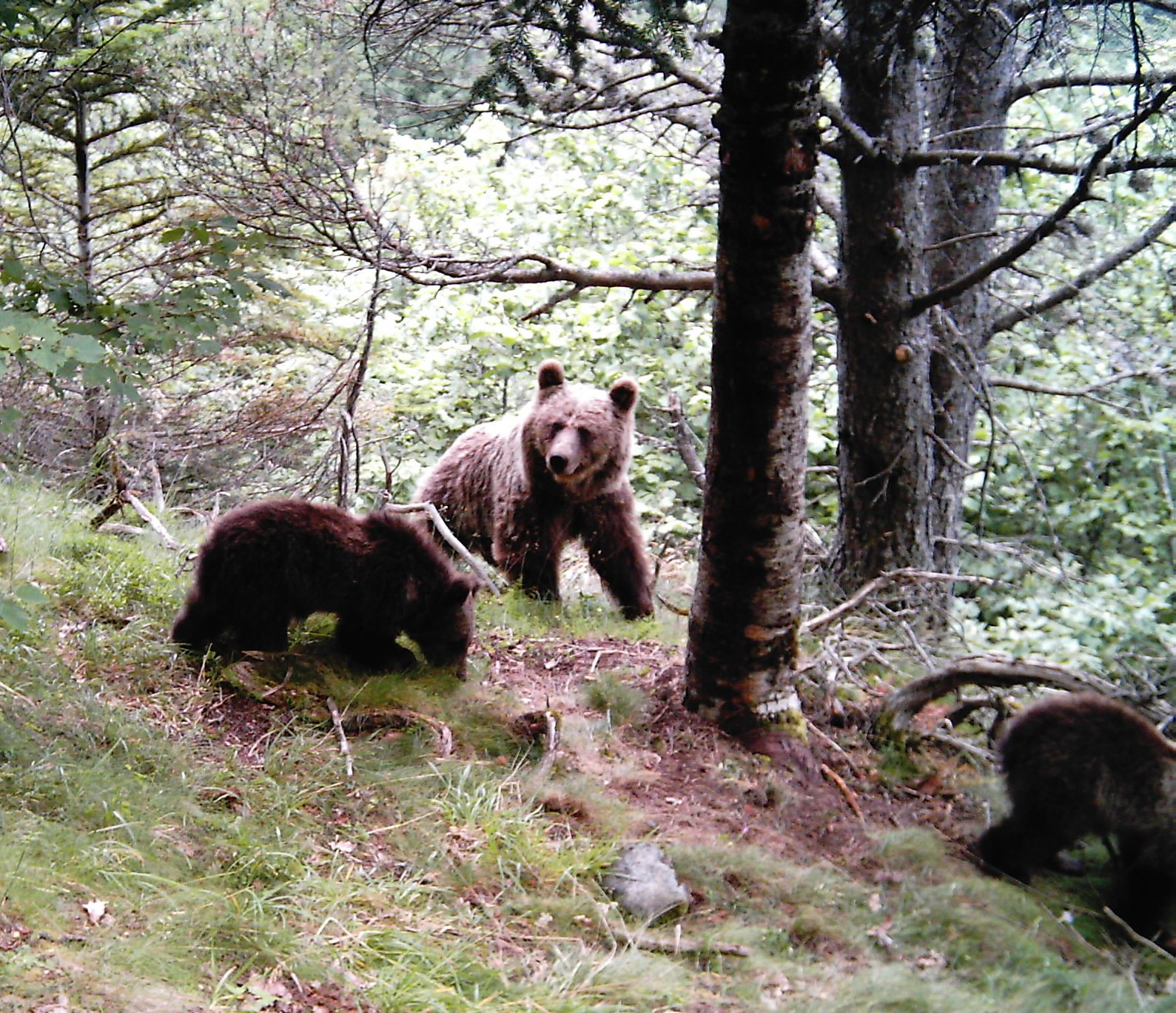
Ossa amb dos cadells al Parc Natural de l'Alt Pirineu (2010)

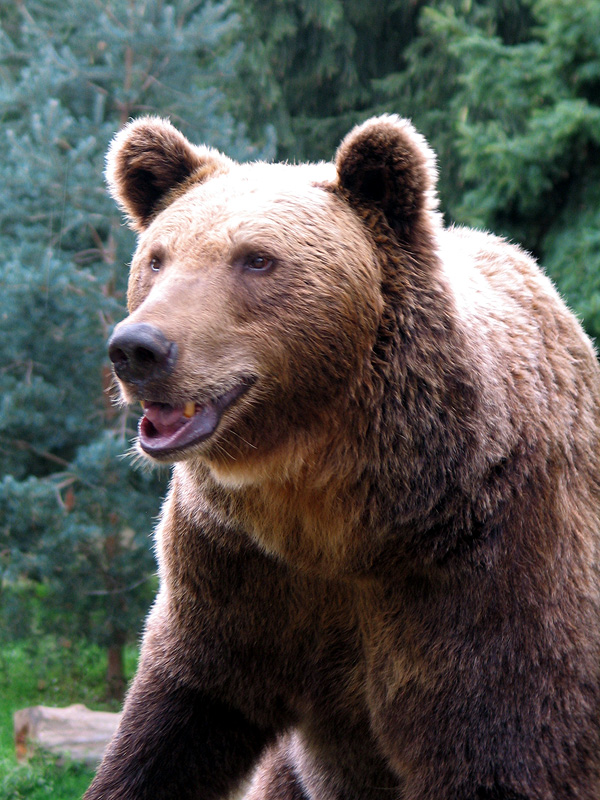
Un os bru, captiu en un parc prop d'Argelés (Aran).

És un habitant característic dels boscos madurs d'Europa, de l'Àsia temperada i de Nord-amèrica. En aquest vast territori apareix sota cert nombre de subespècies, que es diferencien unes de les altres per la coloració i la grandària, fins al punt que antigament se'ls considerava com a espècies autònomes. Es poden citar, per exemple, els grans grizzlys (Ursus arctos horribilis) i el Kodiak (Ursus arctos middendorffi), aquest últim és la raça més grossa.
La seva longevitat és de 25-30 anys (màxims coneguts de 34 anys en estat silvestre i 47 en captivitat). Té una longitud corporal que varia d'1,50 a 2,95 m, depenent de la subespècie, i una alçada a la creu de fins a 1,30 m. El seu pes també varia, des dels 100 kg fins als 675 kg. El color és molt variable d'un individu a un altre. Pot variar entre el marró molt fosc i el daurat clar, passant per diferents tonalitats de grisos. Les cries solen presentar un collar blanquinós més o menys ampli al voltant del coll, marca que habitualment desapareix a partir de la primera muda a l'any d'edat, però en pot quedar alguna resta en els adults. El pelatge es renova un cop l'any, a l'època estival. No té la visió gaire desenvolupada; comparada amb altres sentits, encara que sí que pot veure en color durant la nit. A llarga distància reconeixen formes però no detalls, i detecten molt millor animals o objectes en moviment que immòbils.
Són plantígrads. En algunes situacions desfavorables pot aixecar-se sobre les seves potes del darrere per augmentar el seu camp de visió. La seva oïda és extremadament aguda i desenvolupada igual que l'olfacte, que és excel·lent, finíssim i, sens dubte, el seu sentit més desenvolupat i el que més els ajuda en la seva vida quotidiana. Gràcies a ell poden detectar a llarga distància moltes de les seves fonts d'aliment i també l'estat sexual d'altres exemplars durant l'època de zel. Les seves mandíbules tenen 4 canines o ullals, punteguts i robusts com els d'altres carnívors. No obstant això, la presència d'incisius aptes per tallar herba i tiges, i de molars amplis i aplanats que poden triturar aliments d'origen vegetal, fan que la dentadura d'aquest carnívor estigui perfectament adaptada a un règim omnívor.

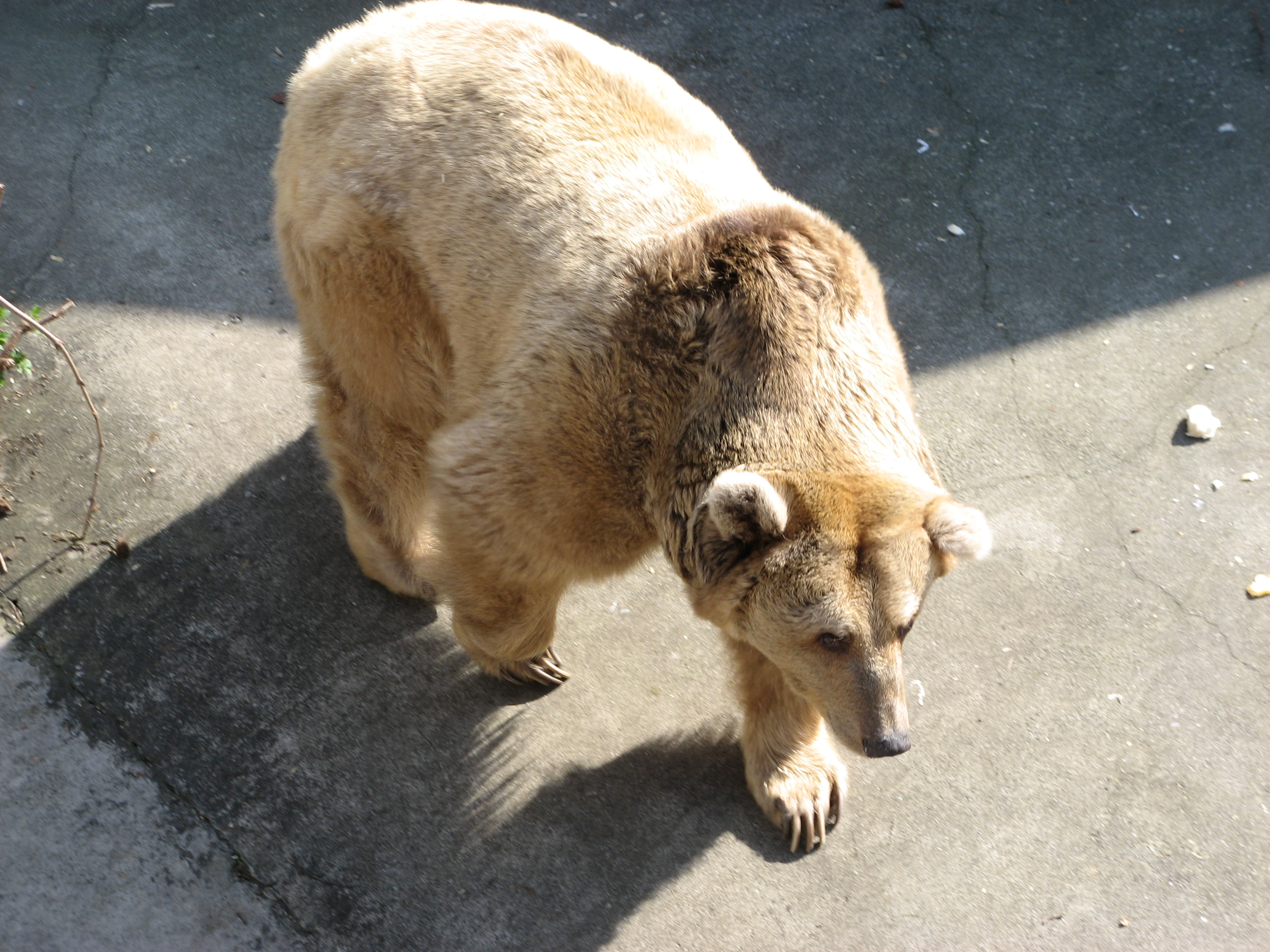
Os bru

## Dimorfisme sexual
El dimorfisme sexual és clarament notori en els ossos bruns, els mascles són més grossos i pesen més, un exemple són els ossos Kodiak: en estat salvatge, els mascles d'aquesta subespècie normalment assoleixen un pes del voltant de 450 kg (això sense el pes addicional que adquireixen durant la migració del salmó, abans de la hibernació), mentre que les femelles solen pesar uns 250 kg, sent considerablement més petites. Passa el mateix amb el grizzly: els mascles generalment pesen una mica menys de 400 kg i les femelles al voltant de 200 kg. Això passa també amb totes les altres subespècies.

## Reproducció

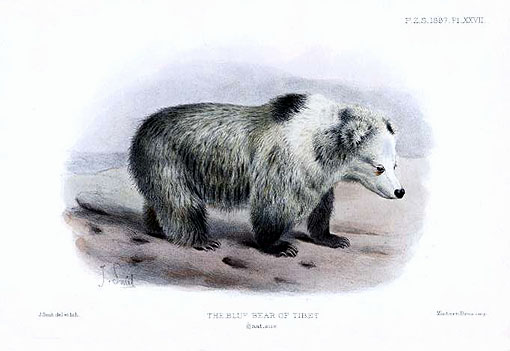
Il·lustració d'un Ursus arctos pruinosus de l'any 1897.

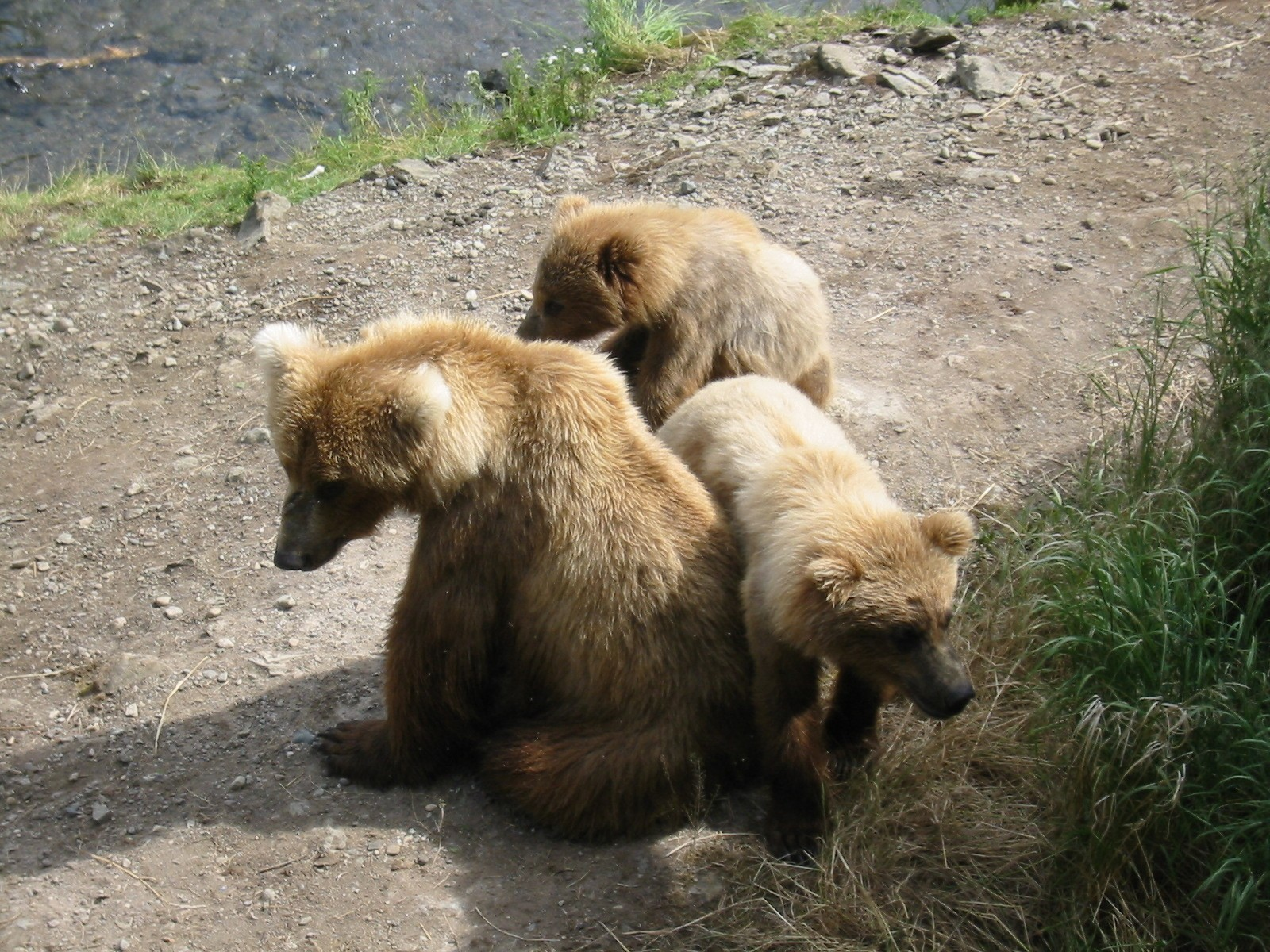
Ossa bruna amb els seus petits cadells.

Els ossos assoleixen la maduresa sexual entre els 3 i els 5 anys, són polígams i el seu zel té lloc durant la primavera i als inicis d'estiu. En les femelles la còpula provoca l'ovulació, en llenguatge tècnic es diu «ovulació induïda», la qual cosa incrementa les seves possibilitats de quedar prenyades. La implantació és diferida, és a dir, l'òvul fecundat flota lliurement en l'úter i no s'implanta fins a la tardor, i és llavors quan comença la veritable gestació, que dura apròximadament dos mesos. En plena hibernació, durant el mes de gener i en la seguretat de l'ossera, la femella pareix d'una a tres cries, excepcionalment quatre, que pesen en néixer uns 350 grams, i els ossets arriben als 20-25 kg en complir el seu primer any de vida. Creixen i viuen amb la mare durant aproximadament un any i mig. L'interval entre dos parts és de, com a mínim, dos anys.

## Longevitat
La longevitat dels ossos bruns varia segons les subespècies però generalment en estat salvatge viuen una mitjana de 25 anys. Al contrari del que sol ser habitual, els individus captius tenen major esperança de vida.

## Distribució
Està distribuït per àmplies zones d'Europa, de l'Àsia temperada i de Nord-amèrica, però amb una població desigual i fragmentada en petits nuclis. Tot i que, antigament, també estava present a l'Àfrica del Nord.
A la península Ibèrica hi ha ossos bruns a la Serralada Cantàbrica i als Pirineus, on es troben en greu perill d'extinció. Segons fonts històriques i paleontològiques, antigament estaven presents al llarg de tota la península Ibèrica.

## Alimentació

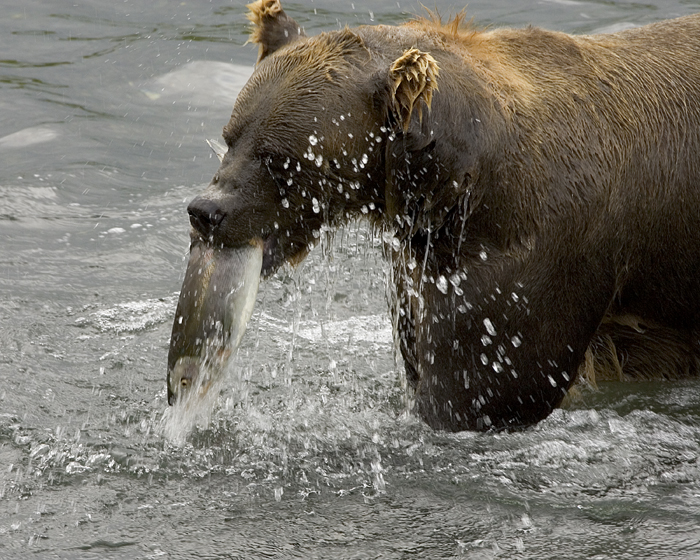
Exemplar capturant un salmó

Són animals típicament omnívors, científicament pot considerar-se un hipocarnívor, és a dir és un animal amb una dieta majoritàriament vegetal, superior al 70%, en la que hi destina la major part del seu temps. No té una alta capacitat depredativa vers les seves preses potencials i això el converteix en un depredador oportunista. La seva alimentació és bàsicament vegetal, alimentant-se de fruits carnosos, arrels, bulbs i herba, però també aprecia la carronya. Es coneix la seva predilecció sobre les bresques de mel que les localitza majoritàriament en les arnes de les explotacions apícoles. A més, caça petits vertebrats i insectes i, en el moment de la pujada dels salmons als rius, es fan pescadors, concentrant-se diversos individus a prop de les ribes i establint una cooperació entre aquests durant la captura. Alguns individus d'espècies d'os bru s'especialitzen en la captura de grans preses, sobretot de cèrvids i altres ungulats. Es precís mencionar però, que aquesta espècie pot arribar a llançar atacs fortuits contra bestiar domèstic equí, boví, cabrum i oví en explotacions antròpiques que es troben sota baixos nivells de protecció. Malgrat això, no sol ésser recurrent i són pocs els exemplars, sobretot mascles, que adopten aquest tipus d'etologia.

## Depredadors
A causa de la seva posició dins de la xarxa tròfica de superdepredador, els ossos no tenen predadors naturals més enllà dels propis ossos mascles que per mecanismes naturals, pràctiquen l'infanticidi a individus joves dels que no en són els propis progenitors, per tal d'evitar que prosperi la genètica d'un altre mascle, que no sigui el propi. També cal afegir que l'home és i ha estat sempre la seva major amenaça a partir del furtivisme principalment. Cal destacar que encara que sigui inusual, els cadells d'os poden arribar a ser atacats també per llops (Canis lupus) i pumes (Puma concolor).

## Costums i comportament

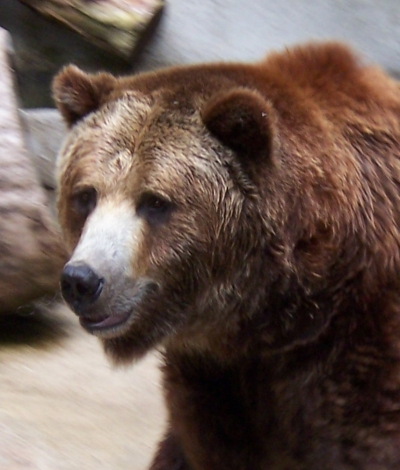
Ursus arctos horribilis

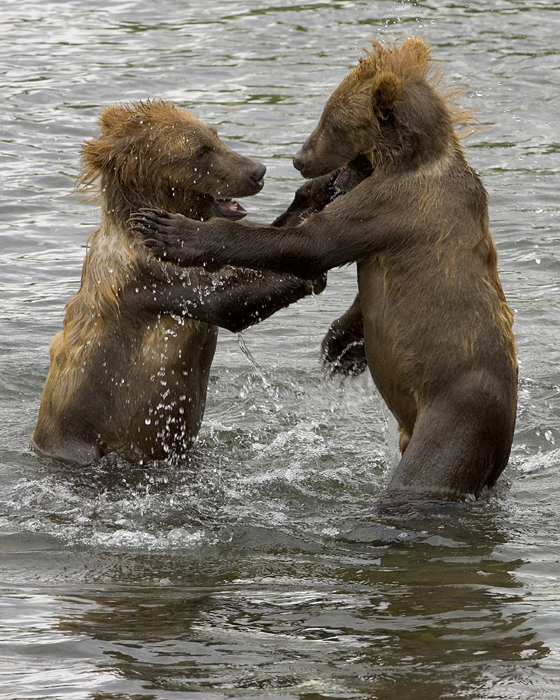
Cadells

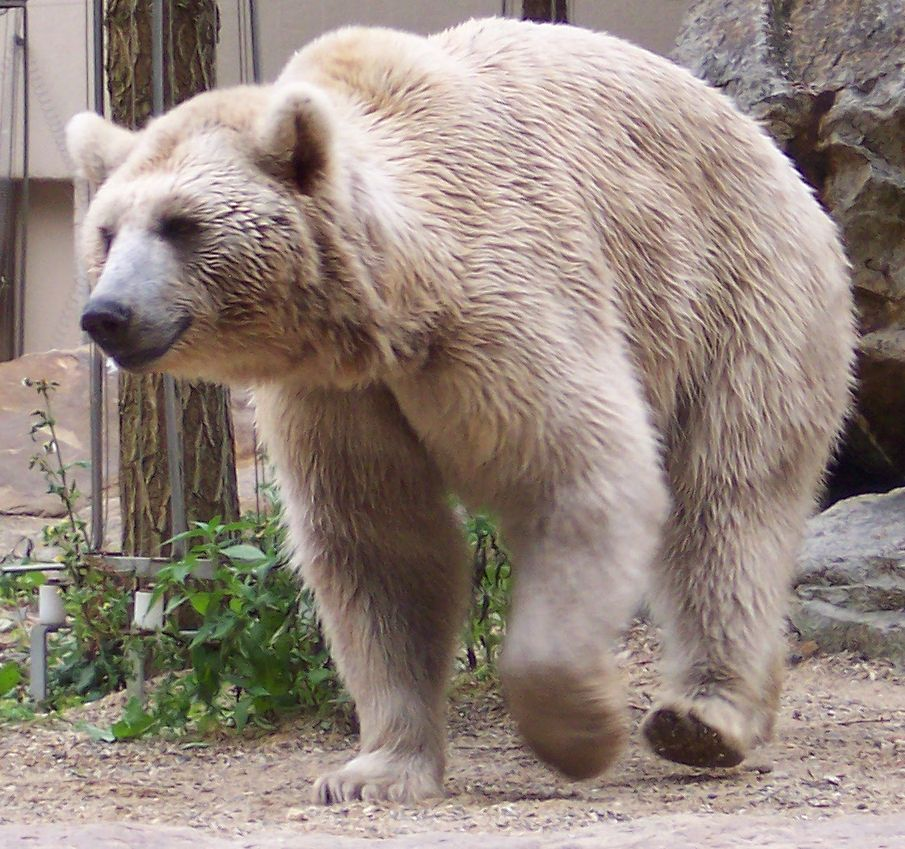
Os bru del Caucas

L'os passa l'hivern en un estat d'hibernació. Durant la primavera, l'estiu i la tardor destina la major part del temps a preparar-se per la letargia hivernal, guardant en els teixits adiposos un 75% de l'energia obtinguda dels aliments. En els últims àpats abans de la hibernació ingereix herbes i terra amb menjar perquè es barregi amb la saliva formant un bol alimentari que en arribar a l'intestí gruixut col·lapsi l'orifici secretor i impedeixi la seva sortida. Gràcies a aquest «tap» els aliments es van amuntegant perquè així, a part del greix acumulat, també es puguin extreure nutrients fent la digestió, això sí, d'una manera més lenta. També utilitzen terra i herba per acomodar-se en els seus caus, en els que dormen amb un somni entretallat, sense variacions en la seva temperatura corporal. Quan desperten, l'obstrucció s'expulsa sense problemes i és també en aquest període quan les osses pareixen (entre el desembre i el gener) i comencen a criar els seus fills.
L'os, com la majoria dels grans depredadors del món són animals molt territorials. Les femelles solen moure's per àrees d'algunes desenes de km² que utilitzen de forma intensa. Aquestes àrees acostumen a ser les mateixes o properes a la zona on van néixer. Per contra, els mascles tenen grans àrees de campeig, que engloben les de diverses femelles. Un mascle adult radiomarcat en l'actual Parc Regional de Riaño (Lleó) es va moure durant quatre anys per una extensió de 2.447 km². Es important destacar que la qualitat de l'hàbitat té una notable influència sobre l'extensió de l'àrea de campeig. Els exemplars que viuen en els boscos boreals de coníferes, molt menys productius que els boscos caducifolis temperats més típics d'Espanya, tenen àrees de campeig molt majors. Per exemple, els mascles estudiats a Suècia i Noruega es mouen per extensions de 5.430 km² de mitjana, mentre que les femelles tenen àrees de campeig mitjanes de 345 km².

## Estatus poblacional
A nivell general es troba en una situació vulnerable amb extincions parcials en tota la seva distribució coincidint amb les zones més humanitzades amb les subespècies amb més alt risc d'extinció. Els perills a què s'enfronten són variats: canvi climàtic, destrucció de l'hàbitat, caça furtiva, caça accidental (amb llaços), augment de la pressió sobre l'hàbitat, etcètera.
La UICN considera en la seva Llista Vermella d'espècies amenaçades que l'estat de conservació de l'os bru en conjunt és de risc mínim, amb una població estable estimada en 200.000 exemplars (110.000 individus madurs). Existeixen estimacions fiables de la població per a diverses àrees a Amèrica del Nord i Europa però poques zones a Àsia. Rússia tindria el nombre més gran d'ossos, que es creu que supera els 100.000, mentre que les estimacions a Amèrica del Nord són de 58.000 i a Europa (excloent-ne Rússia) 15.400. Mentre que l'espècie és relativament abundant a les parts més septentrionals de la seva distribució, les poblacions que ocupen posicions més meridionals estan més fragmentades, amb moltes petites subpoblacions.

## Relació amb els humans
Des de temps immemoriables, l'os porta convivint ja amb les primeres societats d'homínids organitzades i ha compartit tant territori com recursos. La concepció sobre la seva etologia, sovint és esbiaixada i es creu que es tracta d'un animal agressiu i potencialment perillós per als humans, malgrat s'hagi de destacar que, ocasionalment, i sovint degut a males pràctiques per part de la víctima, existeixen atacs a humans. La majoria d'aquests atacs són causats per espècies amb coneguda potencialitat perillosa (com la subespècie grizzly) o bé per femelles que van acompanyades de cadells. És per això que, la societat l'ha considerat una amenaça i s'ha vist perseguit i caçat fins a quasi la seva extinció. A Europa durant el segle xxi s'han potenciat molts projectes de reintroducció i programes LIFE, per tal d'estabilitzar les poblacions d'os bru. Aquest tipus de reintroduccions i reforços poblacionals, en certs territoris, ha encetat un llarg debat social i polític, que havia quedat apagat degut a la seva desaparició. A causa de l'absència d'un superdepredador, els ramaders i pastors han pogut pastar els ramats de bestiar lliurement pels prats d'alta muntanya durant aquests últims vint anys i amb la reintroducció del plantígrad, han començat a aparèixer els primers atacs a animals domèstics que ha promogut un rebuig social cap a aquesta espècie. Els atacs pels individus d'os bru a explotacions de ramaderia extensiva, sovint el motiu recau en el baix nivell de mesures de protecció en que es troba el ramat atacat. Actualment, la persecució cap aquest individu és vigent tot i que cal destacar que existeixen països d'Europa del nord i de l'est en que l'os bru és considerat un animal bandera.

## Subespècies
Wilson i Reeder en reconeixen setze subespecies, tot i que la taxonomia de l'os bru és controvertida:
- Ursus arctos alascensis - os bru d'Alaska (Merriam, 1896).[9] Alaska (Estats Units)[10]
- Ursus arctos arctos - os bru europeu (Linnaeus, 1758).[11] Europa i Sibèria Occidental[12]
- Ursus arctos beringianus - os bru de Kamtxatka (Middendorff, 1851). Península de Kamtxatka
- Ursus arctos californicus † - os grizzly de Califòrnia (Merriam, 1896).[13] Nord-amèrica[14] (extint el 1922)
- Ursus arctos collaris - os bru siberià (F. G. Cuvier, 1824). Sibèria Oriental
- Ursus arctos crowtheri † - os de l'Atles (Schinz, 1844). Muntanyes de l'Atles (extint el 1867)
- Ursus arctos dalli - os bru de Dall (Merriam, 1896).[15][16] Badia de Yakutat, Alaska[17]
- Ursus arctos gyas - os bru de la Península d'Alaska (Merriam,1902).[18] Península d'Alaska[19]
- Ursus arctos horribilis - os grizzly (Ord, 1815). Nord-oest continental d'Amèrica del Nord
- Ursus arctos isabellinus - os bru de l'Himàlaia (Horsfield, 1826). Himàlaia
- Ursus arctos lasiotus - os bru de l'Ussuri (Gray, 1867). Manxúria
- Ursus arctos middendorffi - os de Kodiak (Merriam, 1896). Illa Kodiak
- Ursus arctos pruinosus - os blau del Tibet (Blyth, 1854).[20] Tibet[21]
- Ursus arctos sitkensis - os bru de Sitka (Merriam, 1896).[22] Illes ABC d'Alaska[23]
- Ursus arctos stikeenensis - os bru Stickeen (Merriam, 1914).[24] Colúmbia Britànica (Canadà)[25]
- Ursus arctos syriacus - os bru del Caucas (Hemprich i Ehrenberg, 1828).[26] Transcaucàsia, el nord d'Armènia, Abkhàzia, Síria, el Líban, l'Àsia Menor, l'Iran i l'Irak. Es va extingir a Israel[27][28][29]

També hi ha poblacions considerades per altres autors com subespècies apart. Les més rellevants són::
- Ursus arctos gobiensis (u.a. isabellinus) - os del Gobi (Sokolov i Orlov, 1920). Desert del Gobi, Mongòlia
- Ursus arctos marsicanus (u.a. arctos) - os bru dels Apenins (Altobello, 1921). Abruços, Itàlia
- Ursus arctos nelsoni † (u.a. horribilis) - os grizzly mexicà (Merriam, 1914). Mèxic (extint el 1964)
- Ursus arctos piscator † (u.a. beringianus) - os de Bergman (Pucheran, 1855). Península de Kamtxatka (desaparegut)
- Ursus arctos priscus † (u.a. arctos) - os bru estepari (Goldfuss, 1818). Eslovàquia (extint al Plistocè)
- Ursus arctos pyrenaicus (u.a. arctos) - os bru cantàbric o ibèric (Cabrera, 1914). Serralada Cantàbrica, Espanya
- Ursus arctos ungavaesis † (u.a. horribilis) - os bru d'Ungava. Península del Labrador, Canadá (extint ca. 1950)
- Ursus arctos yesoensis (u.a. lasiotus) - os bru de Hokkaido (Lydekker, 1897). Hokkaido, Japó

## Cladograma

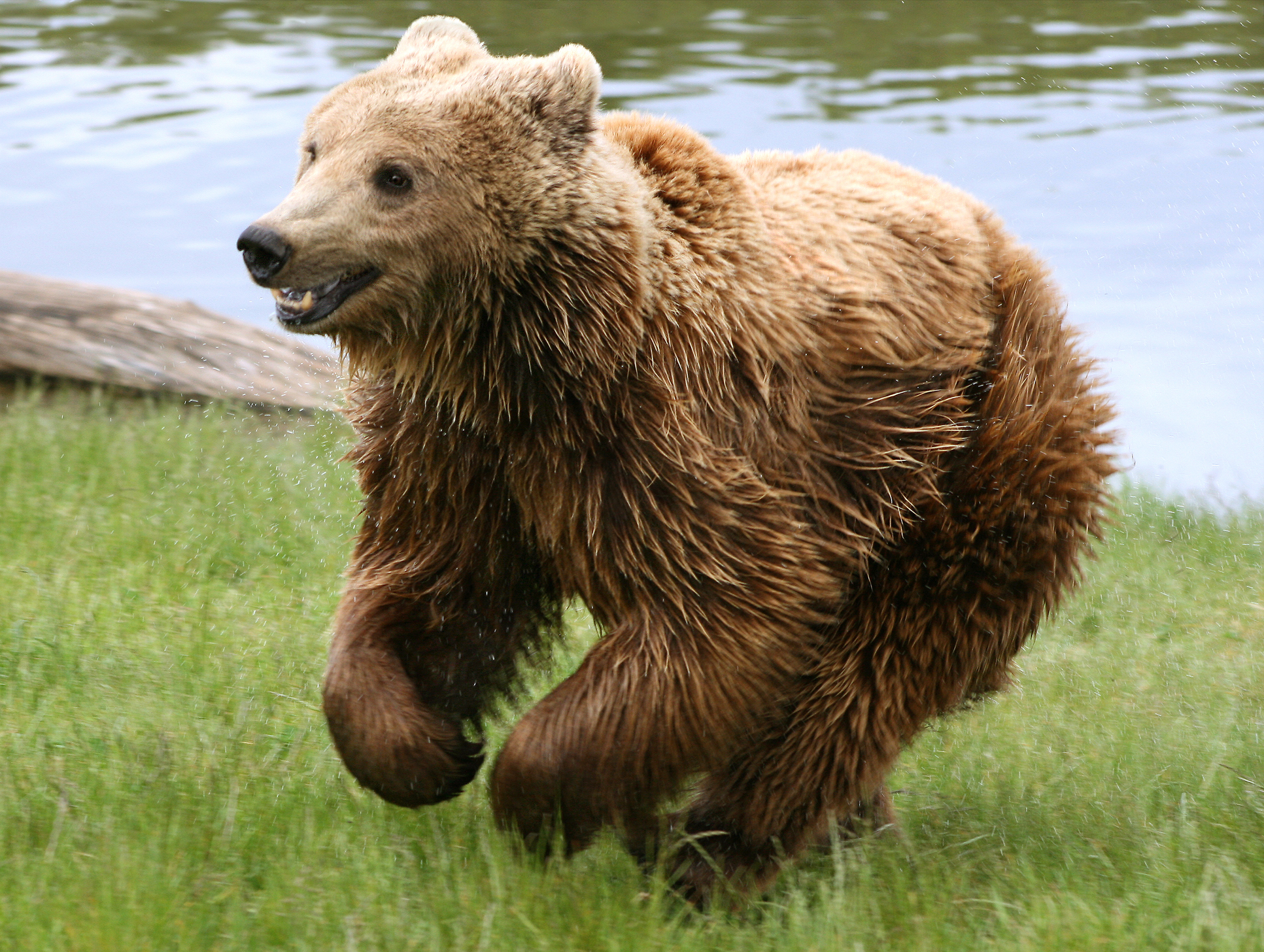
Ursus arctos arctos

|  | \| \| Os bru \| \| \| \| \| \| Os polar \| \| \| \| |
|  |                                                     |
|  | Os negre americà                                    |
|  |                                                     |
|  | Os negre Asiàtic                                    |
|  |                                                     |
|  | Os malai                                            |
|  |                                                     |
|  | Os morrut                                           |
|  |                                                     |
|  | Os bru                                              |
|  |                                                     |
|  | Os polar                                            |
|  |                                                     |

|  | Os bru   |
|  |          |
|  | Os polar |
|  |          |